# Paolo Nativi
Paolo Nativi (Siena, 17 febbraio 1940 – Firenze, 24 giugno 1976) è stato un cabarettista, mimo e comico italiano.

## Biografia
Paolo Nativi è stato uno dei fondatori del trio cabarettistico dei Giancattivi, assieme ad Alessandro Benvenuti e ad Athina Cenci.
Dopo alcune esperienze nel teatro goliardico di Siena, Nativi conobbe Benvenuti e la Cenci durante un provino a Firenze nel 1971. Dopo una serie di spettacoli organizzati dal loro manager originale Mirio Guidelli, i tre decisero di rendersi indipendenti e fondare un proprio gruppo nel 1972.
Nativi partecipò quindi a tutte le produzioni iniziali del gruppo, a partire dallo spettacolo inaugurale nel borgo di Roccastrada agli spettacoli Il teatrino dei Giancattivi (1972), Il teatrino dei Giancattivi N°2 (1973) e Nove volte su dieci più una (1974), che videro progressivamente accrescere la fama del trio, fino a raggiungere, con il terzo spettacolo, l'attenzione della stampa nazionale specializzata.
Nel corso degli spettacoli, Nativi era celebre per esibirsi spesso in vesti da Pierrot mostrando le proprie doti di mimo.
(Athina Cenci)
A causa delle gravi condizioni di salute Nativi fu costretto ad abbandonare il gruppo all'inizio del 1976, morendo di tumore poco dopo. Il suo posto venne preso quindi da Franco Di Francescantonio, poi da Antonio Catalano poi ancora da Francesco Nuti ed infine da Daniele Trambusti.

## Origine del termine "Giancattivi"
A Paolo Nativi si deve l'origine del nome del gruppo dei Giancattivi. La parola fu costruita a partire dall'etimologia del cognome "Nativi", che a sua volta deriverebbe dalla frase latina iam captivus (liberto).